# Baru (striptekenaar)

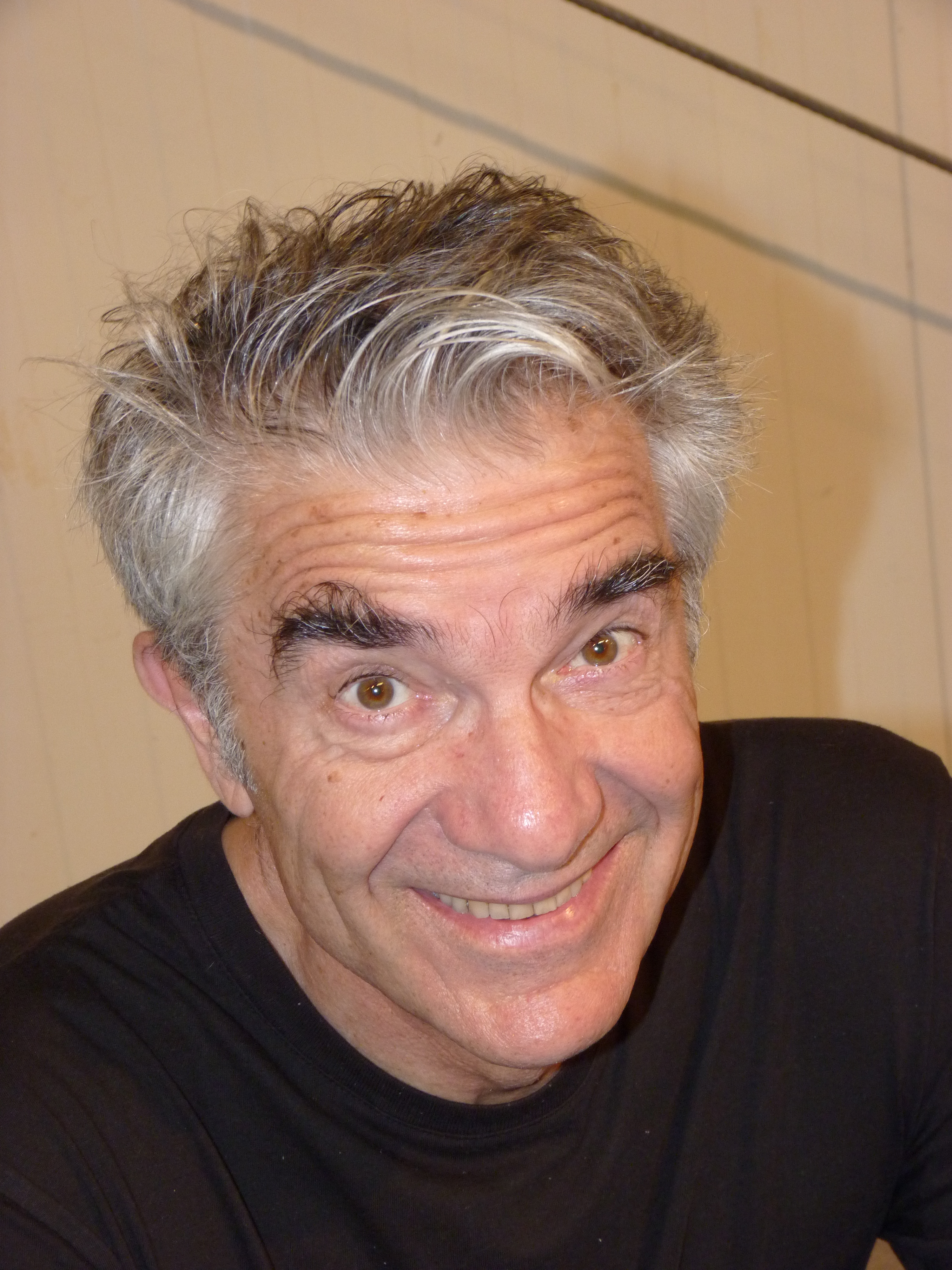
Baru, striptekenaar

Baru (echte naam Hervé Barulea, Thil, 29 juli 1947) is een Franse striptekenaar. Hij won de grote prijs van het Internationaal stripfestival van Angoulême in 2010 voor zijn hele oeuvre.

## Carrière
Als zoon van communistische Italiaanse immigranten haalt voormalig leraar lichamelijke opvoeding, Baru, inspiratie uit de wereld om hem heen.
Baru publiceerde in het Frans tientallen strips, waarvan er een aantal ook in het Nederlands verschenen. Hij begon zijn carrière als tekenaar in 1975 maar pas in 1982 volgde de doorbraak met enkele publicaties in stripblad Pilote. Baru's tekenwerk kenmerk zich door een sterk aanwezige karikaturale stijl van de personages tegen een realistisch getekend decor (vergelijkbaar met hoe ook Tardi tekent). De verhalen gaan vaak over kansarme mensen uit een lagere klasse of achterstandswijken, boksen als beroep, straatcriminaliteit en 'roadmovie'-achtige reisverslagen. Hij toont graag het dierlijke in de mens en noemt zichzelf een pessimist wat betreft de menselijke natuur. Het Kortste Eind is een stripbewerking van een roman van Pierre Pelot en met Bloedheet startte hij een reeks stripbewerkingen van romans van Jean Vautrin. Na hem namen ook Jacques Tardi en Emmanuel Moynot de romans van deze Franse misdaadauteur onder handen.

### Nederlandse uitgaves
- Onderweg, Casterman
- De Woesteling 1, Collectie Vrije Vlucht, Dupuis, 2004
- De Woesteling 2, Collectie Vrije Vlucht, Dupuis, 2006
- Het Kortste Eind, Casterman, 2008 (scenario Pierre Pelot)
- Vluchtweg naar de zon, Uitgeverij Sherpa, 2009
- Laat die bassen beuken, Bruno! Sherpa, 2011
- Bloedheet, Casterman 2014

### Engelse uitgave
- Road to America, Drawn & Quarterly, 2002

### Franse uitgaves
- Quéquette blues, Dargaud

1. Part. Ouane, 1984 - Debuutprijs op het Internationaal stripfestival van Angoulême 1985
2. Part. Tou, 1986
3. Part. Tri, 1986

- La Piscine de Micheville, Dargaud, 1985 (Albin Michel, 1993)
- La Communion du Mino, Futuropolis, 1985
- Vive la classe!, Futuropolis, 1987
- Cours, camarade!, Albin Michel, 1988
- Bonne année, Casterman, 1998
- Les Années Spoutnik, Casterman

1. Le Pénalty, 1999
2. C'est moi le chef!, 2000
3. Bip bip !, 2002
4. Boncornards Têtes-de-lard !, 2003
5. Le silence de Lounès, 2013